# Corema

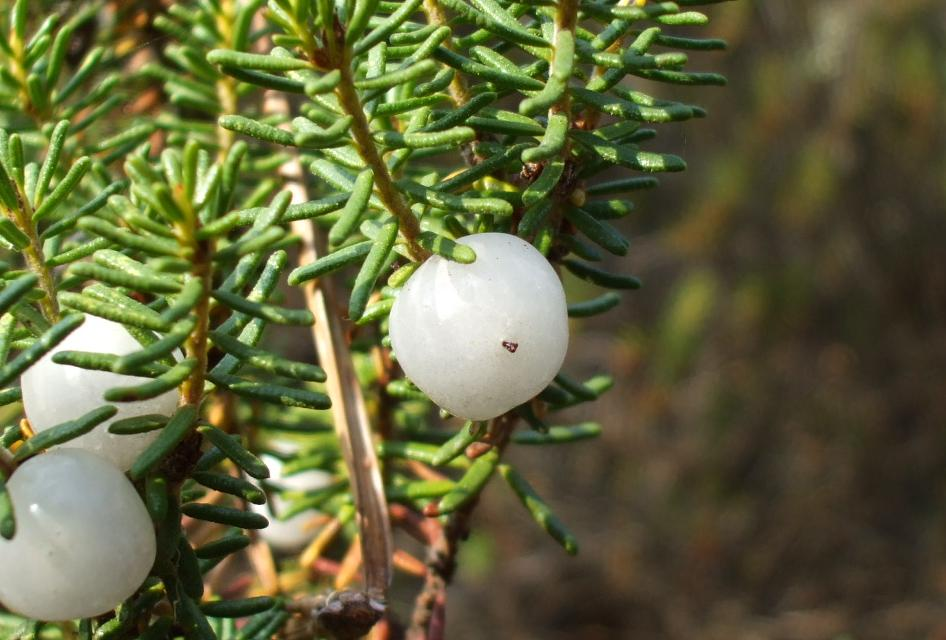
Jedlé plody Corema album

Corema je rod rostlin z čeledi vřesovcovité. Jsou to keře a polokeře s jehlicovitými listy a nenápadnými, často bezkorunnými květy. Plodem je bílá nebo růžová peckovice. Rod obsahuje 2 druhy a je rozšířen v jihozápadní Evropě, Azorských ostrovech a na východě Severní Ameriky. Plody Corema album jsou na Pyrenejském poloostrově sbírány jako drobné ovoce.

## Popis
Zástupci rodu Corema jsou vzpřímené, stálezelené, dvoudomé keře a polokeře, dorůstající obvykle výšky do 75 cm. Listy jsou úzké, jehlicovité, vstřícné nebo přeslenité, kožovité, celokrajné, řapíkaté. Květy jsou jednopohlavné, pravidelné, uspořádané ve vrcholových hlávkách vyrůstajících na mladých větévkách. Kališních lístků je 4 nebo 5 a jsou volné. Koruna je složena ze 3 až 4 volných lístků nebo chybí. Tyčinek je 3 nebo 4 a vyčnívají z květů. Semeník obsahuje 3 až 5 komůrek, čnělka je dlouhá, zakončená čárkovitou bliznou. Plodem je bílá nebo růžová, suchá nebo dužnatá, kulovitá peckovice obsahující 3 až 5 semen.

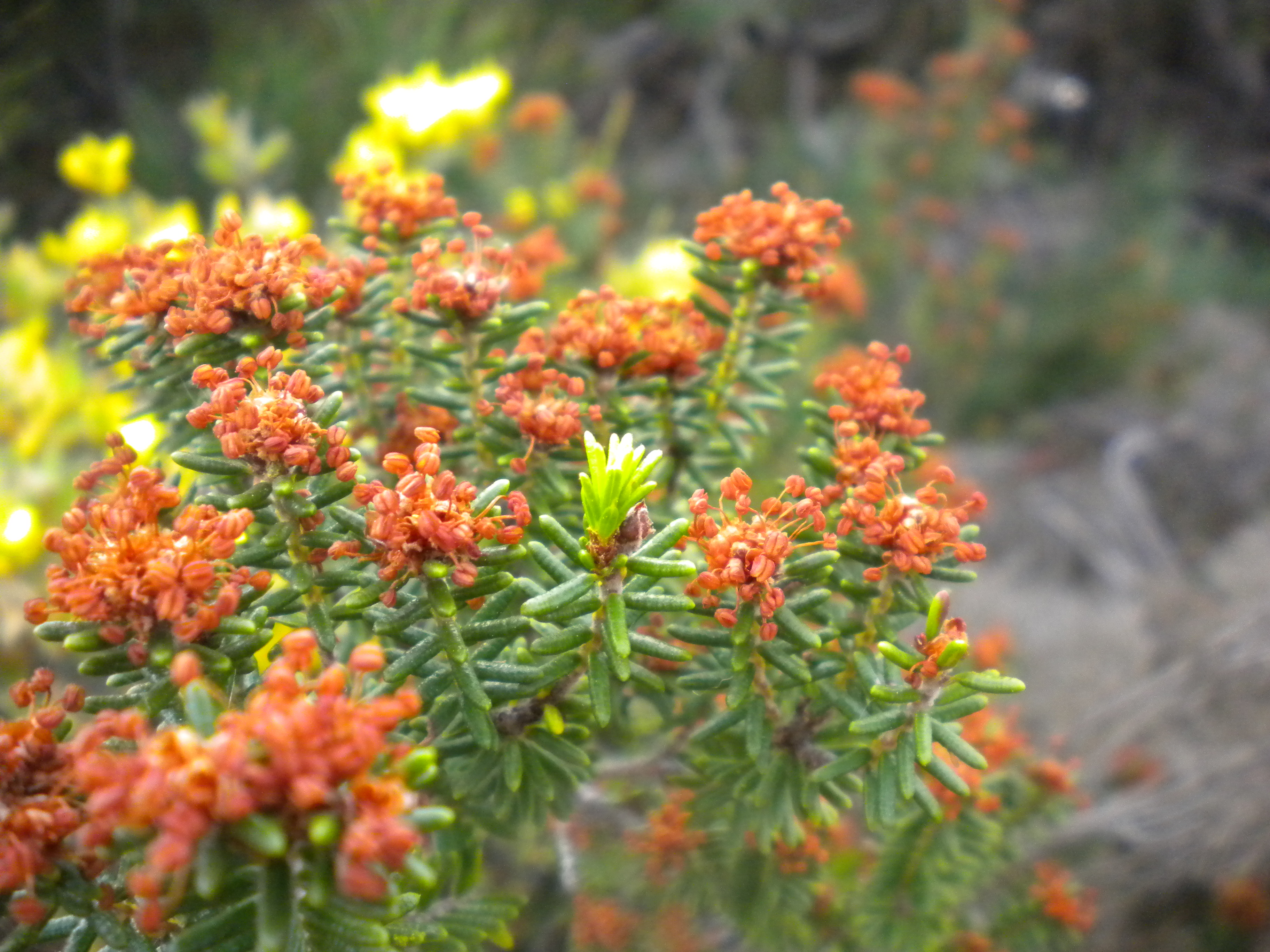
Kvetoucí Corema album
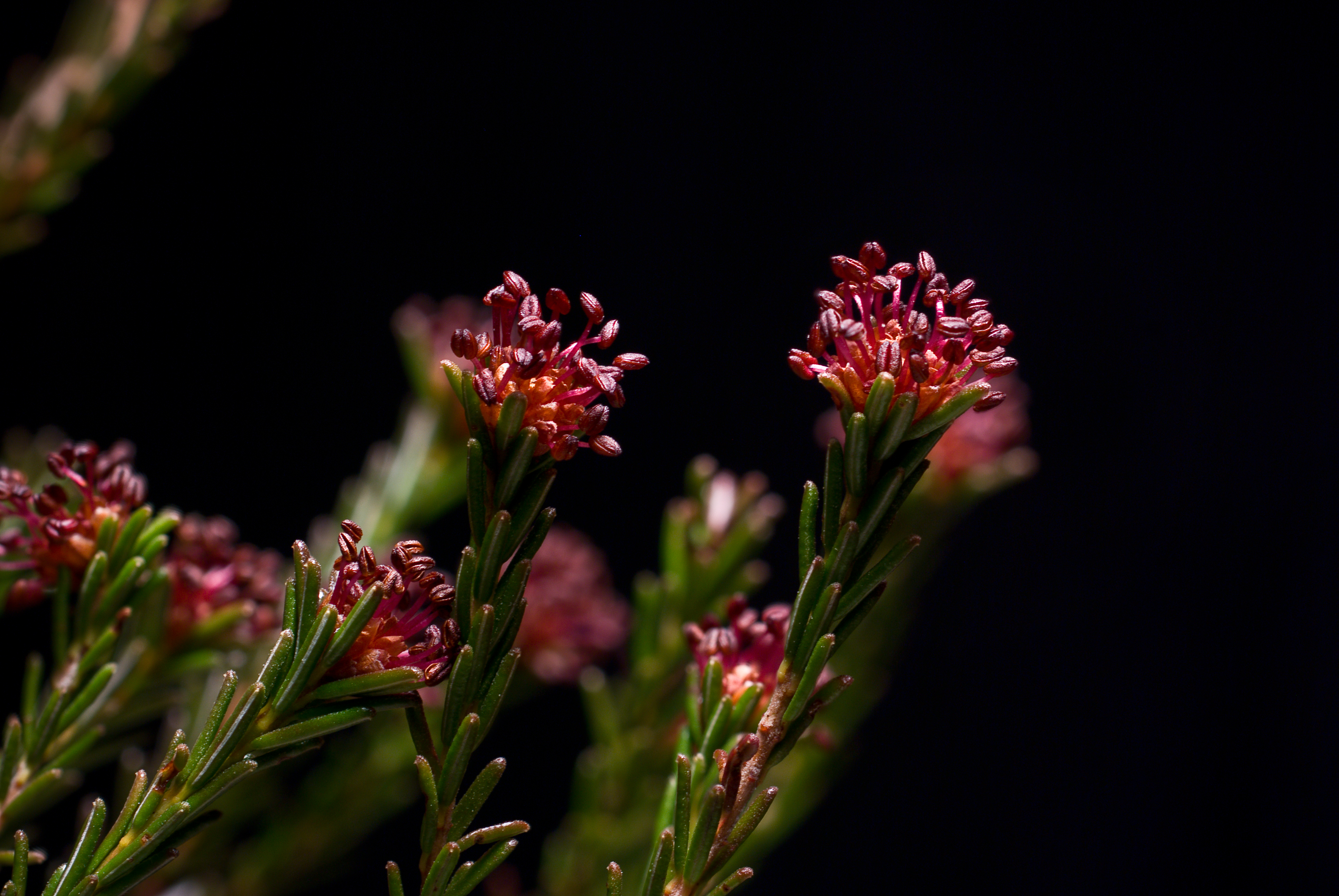
Květy Corema conradii
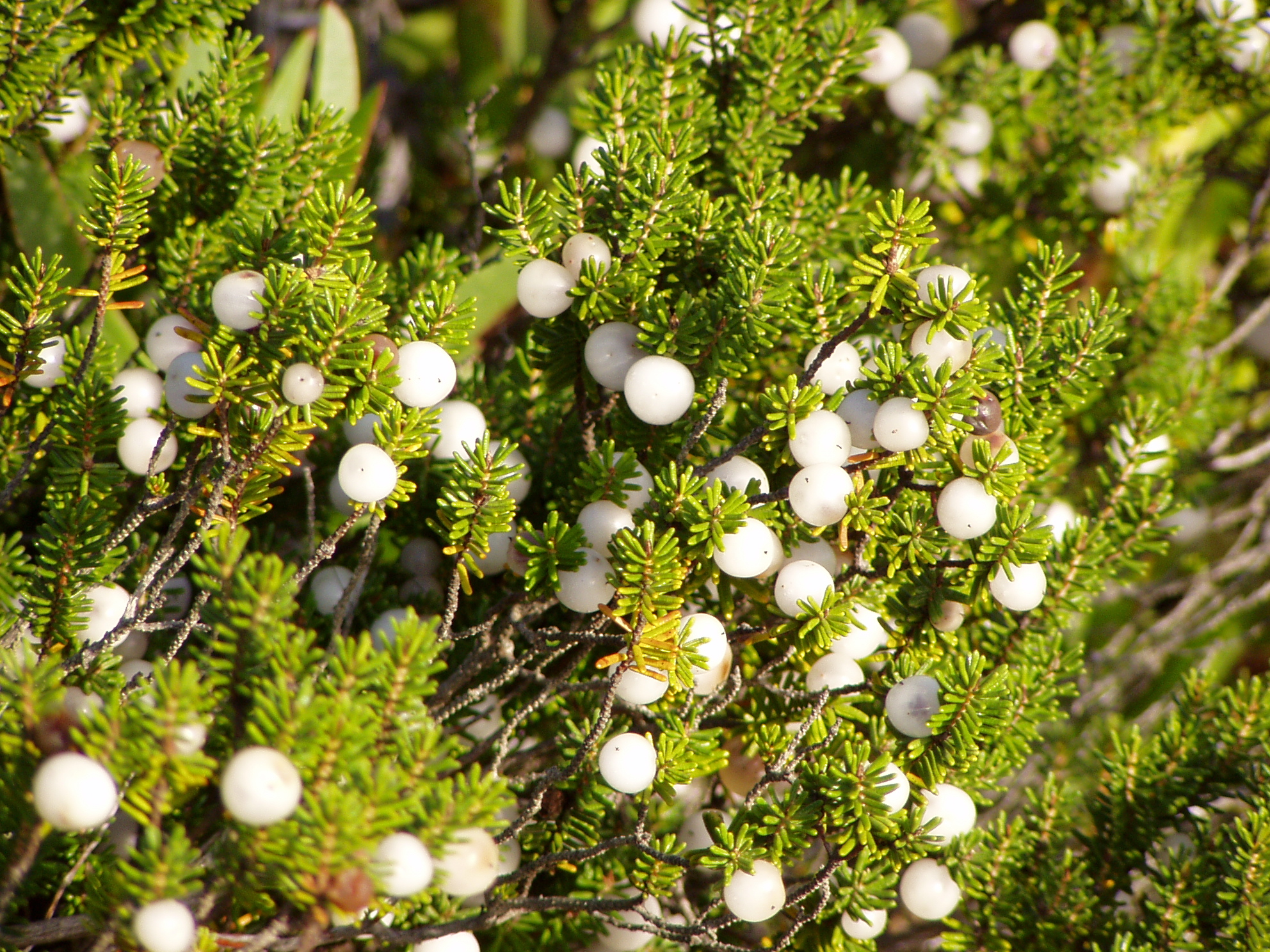
Corema album s plody

## Rozšíření
Rod zahrnuje 2 druhy, rozšířené v Evropě, Azorách a Severní Americe. Corema album se vyskytuje na písečných dunách atlantického pobřeží Pyrenejského poloostrova a na Azorských ostrovech. Příležitostně roste i na kamenitých nebo vulkanických půdách. Druh C. conradii je rozšířen v severovýchodních oblastech Severní Ameriky od kanadské provincie Québec na jih po New Jersey v USA. Roste na písčitých pobřežích, v borech a na skalnatých hřbetech kopců.

## Taxonomie
Rod Corema je v současné taxonomii čeledi vřesovcovité řazen do podčeledi Ericoideae a tribu Empetreae. Sesterskou větví je rod Empetrum (šicha), dalším nejblíže příbuzným rodem je monotypický severoamerický rod Ceratiola. V minulosti byl rod Corema řazen do čeledi Empetraceae (šichovité), která byla v systému APG sloučena s čeledí Ericaceae.
Azorský poddruh (C. album subsp. azoricum) je někdy oddělován do samostatného druhu C. azoricum.

## Význam
Plody Corema album jsou jedlé a chutné. Na Pyrenejském poloostrově jsou již po staletí sbírány jako drobné ovoce, známé pod jménem camarinhas. Ve španělské Galicii jsou prodávány i na lokálních trzích.
Rod není udáván ze žádné české botanické zahrady.